# Association pour défendre la mémoire du maréchal Pétain
L'Association pour défendre la mémoire du maréchal Pétain (ADMP) est une association française (loi de 1901) créée en 1951, quelques semaines après la mort de Philippe Pétain.

## Historique

### Comité de1948
L'ADMP succède à un « comité d'honneur » pour la libération de Philippe Pétain, fondé au printemps 1948, le 10 avril ou le 13 avril, à l'initiative de ses avocats. Il est présidé par Louis Madelin, membre de l'Académie française. Le général Héring, futur président-fondateur de l'ADMP, est son secrétaire général. Donnant lieu à des protestations d'anciens résistants, notamment un meeting le 20 avril à la salle Wagram sous la présidence de Rémy Roure, il est rapidement interdit.
Au reste Pétain n'en avait pas accepté la constitution car il ne pouvait « accepter que sa mise en liberté soit envisagée ou demandée tant que demeuraient en prison ceux qui n'étaient coupables que d'avoir obéi à ses ordres »,.

### Création de l'ADMP en1951
Après la mort de Pétain en juillet 1951, l'ADMP est déclarée le 6 octobre 1951 à la préfecture de police de Paris,. Néanmoins c'est le 6 novembre 1951, date de publication de l'annonce au Journal officiel, qui est généralement retenu comme date de création de l'association,,,.
Quelques jours après, le 14 novembre 1951, le député socialiste Daniel Mayer dépose une proposition de résolution « tendant à inviter le Gouvernement à faire rechercher si “l'association pour défendre la mémoire du maréchal Pétain” ne poursuit pas un objet illicite contraire aux lois et à la justice, ce qui justifierait sa dissolution »,, résolution qui ne sera finalement pas retenue.
Son comité directeur comprend le général Pierre Héring, son président, Edmond Lefebvre du Prey, ancien ministre, ancien sénateur, et les amiraux Jean Decoux et Jean Fernet, vice-présidents, Louis-Dominique Girard, secrétaire général, l'industriel Gaston Moyse, trésorier, Pierre Henry, ancien préfet, trésorier adjoint, et les avocats de Pétain, Jacques Isorni et Jean Lemaire, membres statutaires,. Ces hommes forment le bureau originel de l'ADMP. Le comité directeur comprend encore d'autres personnalités comme le colonel Rémy, ancien résistant gaulliste, Jean Jardel, Paul Estèbe et Roger de Saivre, anciens du cabinet civil de Pétain et députés depuis 1951, Noël Pinelli, ancien député, ancien ministre et futur vice-président de l'ADMP, les généraux Henri Lacaille et Émile Barazer de Lannurien, le philosophe Louis Rougier, l'avocate Odette Moreau, l'explorateur François de Chasseloup-Laubat, le commandant Jean Tracou, ultime directeur du cabinet civil de Pétain en 1944, etc.
Son comité d'honneur comprend les académiciens Louis Madelin, Henry Bordeaux, Claude Farrère, Jérôme Tharaud, les généraux Charles Brécard, Julien Dufieux, d'Harcourt, des hommes politiques comme Pierre-Étienne Flandin, Pierre Taittinger ou Gaston Bergery, des personnalités comme Jean Borotra, Jérôme Carcopino ou le colonel Rémy.
Les locaux de l'association sont attaqués par une trentaine de personnes le 13 novembre 1980,,.

### Condamnation en1993
L'ADMP est condamnée en 1993 par la Cour de cassation pour « apologie de crime de guerre » pour une publicité qu'elle a fait paraître dans Le Monde du 13 juillet 1984. Après une longue bataille judiciaire, l'association obtiendra gain de cause (sans obtenir cependant un franc symbolique à titre de dommages-intérêts) devant la Cour européenne des droits de l'homme (CEDH) le 23 septembre 1998, celle-ci estimant (par l'arrêt Lehideux et Isorni contre France) qu'il y avait eu violation de l'article 10 de la Convention européenne des droits de l'homme, relatif à la liberté d'expression. L'opinion majoritaire chez les juges fut qu'il devait être possible de présenter un personnage, quel qu'il soit, sous un jour favorable et de promouvoir sa réhabilitation — au besoin en passant sous silence les faits qui peuvent lui être reprochés — et que la condamnation pénale subie en France par les requérants était disproportionnée.
L'ADMP sort en 2020 d'une longue crise au sein de ses instances dirigeantes.

## Objectifs et vie de l'association
L'article trois de ses statuts précise les buts de l'ADMP, en résumé :

« poursuivre, par la recherche et la publication de tous documents, l'étude objective de la vie et de l'œuvre du maréchal Pétain, exercer toutes activités en vue de défendre sa mémoire et remettre en honneur les valeurs intellectuelles, morales et spirituelles qu'il a rappelées. L'association participe ainsi à la recherche et à l'établissement de la vérité sur l'Histoire contemporaine, dans le souci de contribuer à l'intérêt général de la nation. »

D'où les principaux objectifs suivants :
- la révision du procès de Pétain, à l'origine sous la direction de l'avocat Jacques Isorni[26], jusqu'à sa mort en 1995 ;
- le transfert des cendres de Pétain à l'ossuaire de Douaumont[26] ;
- la réhabilitation de Pétain, ainsi que des valeurs de la Révolution nationale, sous le couvert de la « réconciliation nationale »[26].

À l'origine les dirigeants et les membres de l'association peuvent être divisés en deux groupes de taille inégales : les anti-gaullistes, menés par Jacques Isorni, un des avocats de Pétain, qui ne pardonnent pas l'épuration et la politique algérienne du général de Gaulle, et quelques « pétaino-gaullistes », comme le colonel Rémy.
L'ADMP s'est aussi exprimée sur les questions d'actualité, sur l'Indochine et l'Algérie française, et sur le pouvoir gaullien après 1958.
L'association fait paraitre un petit bulletin trimestriel de 1952 à 1958. L'organe principal de l'association devient en 1959 la revue mensuelle Le Maréchal, publiée à Marseille à partir de 1957. À cette publication s'ajoute brièvement, en 1972, La Voix du Maréchal.
L'association a son siège social actuel au 5 rue Larribe dans le 8e arrondissement de Paris.
L'ADMP affirme n'avoir « jamais eu et ne saurait avoir des relations avec les associations développant des thèses à caractère xénophobe ou faisant l'apologie de la milice ». Elle prend régulièrement ses distances avec le mouvement ultranationaliste Jeune Nation, ou l'hebdomadaire maurassien Rivarol. L'association dénonce aussi « l'usurpateur [Hubert] Massol » quand il s'affiche avec ces mouvements et revendique son appartenance à l'association. Ce dernier a présidé l'ADMP de 2009 à 2020.

## Présidents
Les présidents ont été successivement :
- 1951–1960 : général Pierre Héring ;
- 1960–1968 : Jean Lemaire, qui fut l'un des avocats de Pétain ;
- 1968–1973 : général Henri Lacaille (d), qui fut le chef d'état-major du général Huntziger ;
- 1973–1976 : le contre-amiral Gabriel Auphan, ancien ministre de Vichy ;
- 1976–1980 : Jean Borotra, ancien ministre de Vichy ;
- 1980–1984 : Georges Lamirand, ancien ministre de Vichy ;
- 1984–1998 : François Lehideux, ancien ministre de Vichy ;
- 1998 (intérim) : Claude Adam (d), premier vice-président, ancien président de l'Union des intellectuels indépendants ;
- 1999–2000 : Aline Ménétrel (d), veuve du docteur Bernard Ménétrel, médecin de Pétain[13] ;
- 2000–2009 : général Jacques Le Groignec, qui a combattu les Alliés dans l'armée de Vichy avant son ralliement après le débarquement américain en Afrique du Nord ;
- 2009–2020 : Hubert Massol, chef du commando qui vola le cercueil de Pétain en février 1973, président en 1980 de l'Association nationale Pétain-Verdun[33],[34],[35],[36],[37],[38] ;
- 2020–2022 : Roger Barut (d) ;
- Depuis 2023 : Jacques Boncompain[39].

Le général Weygand est président d'honneur de l'association jusqu'à sa mort, en 1965.

## Œuvres de mémoire
L'ADMP est copropriétaire depuis 1960 environ de l'appartement de l'hôtel du Parc de Vichy occupé par Pétain de 1940 à 1944, ce qui donna lieu à une manifestation de protestation d'anciens résistants, menés par des députés gaullistes et communistes.
L'ADMP possède aussi sa maison de naissance à Cauchy-à-la-Tour (Pas-de-Calais), ayant pour objectif d'entretenir les lieux historiques où vécut Pétain et possiblement d'en faire des musées privés.
Chaque année, des anniversaires rythment l'activité de l'association et sont l'occasion de rassemblements :
- le 24 avril, anniversaire de la naissance de Pétain, réunion dans la maison natale à Cauchy-à-la-Tour[43] ;
- le 1er mai, ancien jour de la saint Philippe, prénom de Pétain, et jour de la Fête du Travail qu'il a instaurée en 1941, symbole de l'« œuvre sociale » de Vichy avec la Charte du travail[44] ;
- le 23 juillet, date de la mort de Pétain, pèlerinage sur sa sépulture à l'île d'Yeu[44],[45] ;
- le 10 novembre, veille de l'Armistice de 1918, en raison du rôle de Pétain dans la bataille de Verdun (fêtée la veille pour permettre aux participants d'assister aux cérémonies officielles)[44].